# Прапор Самоа
Держа́вний пра́пор Незале́жної Держа́ви Само́а — затверджений 24 лютого 1949 року для Підопічної території ООН, та повторно 1 січня 1962 року для незалежної держави. Прапор Самоа являє собою червоне полотнище зі співвідношенням сторін 1:2 з верхньою лівим кантоном синього кольору, на якому зображені білі зірки сузір'я Південний Хрест. З 17 грудня 1920 року по 4 липня 1997 року країна називалася — Західне Самоа.
Під час новозеландського правління на островах як прапор використовувалися полотнища синього (урядовий морський) і червоного (цивільний морський) кольорів із зображенням прапора Великої Британії у верхній лівій чверті.

## Конструкція прапора
|                     |
| Конструкція прапора |

## Історичні прапори

Прапор Німецького Самоа 01.03.1900 — 29.08.1914
Проєкт прапора Німецького Самоа 1914
Прапор Нової Зеландії як прапор Західного Самоа 29.08.1914 — 30.07.1922
Синій прапор Західного Самоа 30.07.1922 — 01.01.1962
Альтернативний червоний прапор Західного Самоа  16.01.1925 — 01.01.1962 Альтернативний червоний прапор Західного Самоа 16.01.1925 — 01.01.1962
Початковий прапор Західного Самоа 26.05.1948 — 24.02.1949

## Схожі прапори
Прапор  Самоа схожий на прапор  Республіки Китай в тому, що він має білий символ всередині синього кантону на червоному тлі.